# Dindori
Dindori ist eine Stadt im indischen Bundesstaat Madhya Pradesh. Die Stadt liegt im Ostteil des Bundesstaates und in der Nähe des geografischen Zentrums Indiens.
Die Stadt ist der Verwaltungssitz des gleichnamigen Distrikts Dindori. Dindori hat den Status eines Nagar Panchayat. Die Stadt ist in 15 Wards gegliedert. Sie hatte am Stichtag der Volkszählung 2011 21.323 Einwohner, von denen 10.864 Männer und 10.459 Frauen waren. Hindus bilden mit einem Anteil von über 89 % die Mehrheit der Bevölkerung in der Stadt. Die Alphabetisierungsrate lag 2011 bei 84,94 % und damit deutlich über dem nationalen Durchschnitt.